# Polnische Badmintonmeisterschaft 1971
Die Polnische Badmintonmeisterschaft 1971 fand vom  20. bis zum 21. November 1971 in Mielec statt. Es war die 8. Austragung der Titelkämpfe. 

## Medaillengewinner
| Disziplin    | Gold                                                     | Silber                                             | Bronze |
| ------------ | -------------------------------------------------------- | -------------------------------------------------- | --- |
| Herreneinzel | Wiesław Świątczak (Łódź)                                 | Andrzej Domagała (Wrocław)                         | Jan Makaruś (Szczecin) Wiesław Danielski (Wrocław)                                                                  |
| Dameneinzel  | Lidia Baczyńska (Wrocław)                                | Jolanta Proch (Szczecin)                           | Teresa Masłowska (Warschau) Maria Domańska (Kraków)                                                                 |
| Herrendoppel | Andrzej Domagała (Wrocław) Krzysztof Englander (Wrocław) | Jerzy Grzywniak (Łódź) Włodzimierz Kacprzak (Łódź) | Adam Jaromin (Katowice) Eugeniusz Jaromin (Katowice) Zbigniew Śmilgin (Szczecin) Marek Złomko (Szczecin)            |
| Damendoppel  | nicht ausgetragen                                        | nicht ausgetragen                                  | nicht ausgetragen                                                                                                   |
| Mixed        | Wiesław Świątczak (Łódź) Ewa Astasiewicz (Łódź)          | Jan Makaruś (Szczecin) Jolanta Proch (Szczecin)    | Krzysztof Englander (Wrocław) Lidia Baczyńska (Wrocław) Leszek Nowakowski (Warschau) Bogusława Chodownik (Warschau) |